# Заречное (Чуйская область)
Заречное — село в Аламудунском районе Чуйской области Кыргызстана. Входит в состав Таш-Дёбёнского аильного округа. Код СОАТЕ — 41708 203 864 02 0.

## Население
| год     | 2009 | 2014 | 2015 |
| ------- | ---- | ---- | ---- |
| человек | 541  | 591  | 495  |